# モーリタニアの在外公館の一覧

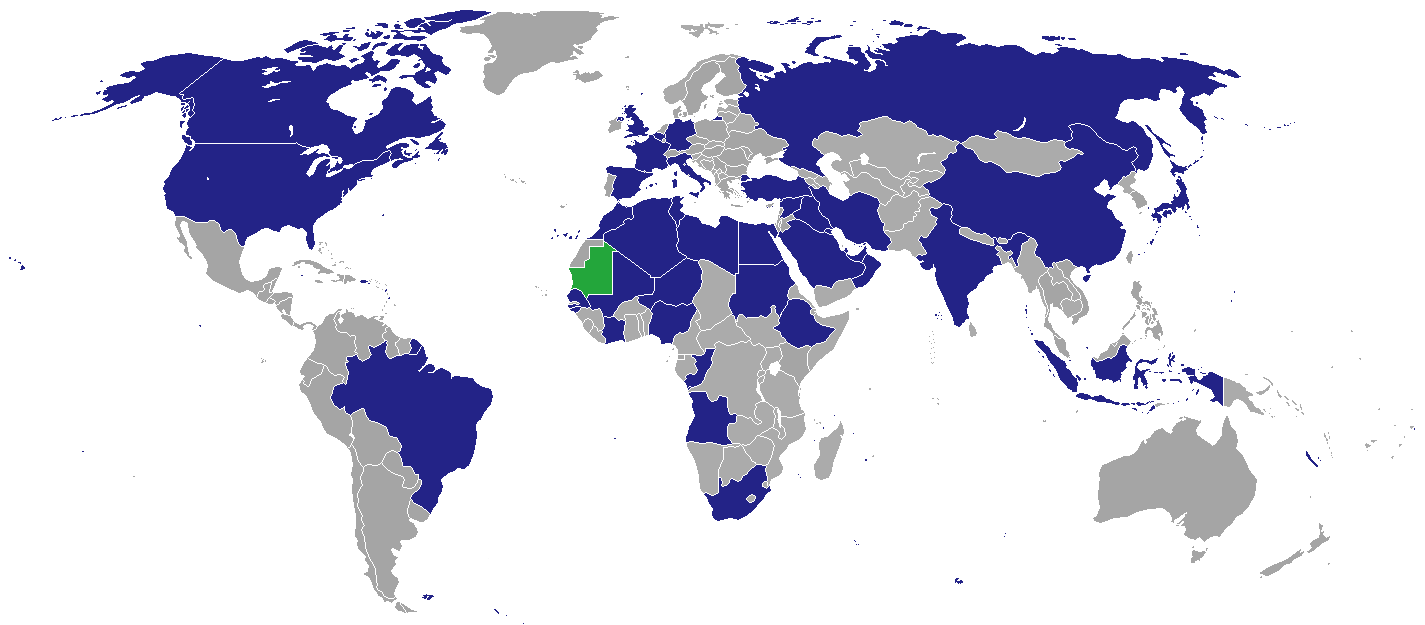
モーリタニアの在外公館が設置されている国

モーリタニアの在外公館の一覧では、モーリタニア・イスラム共和国が派遣している在外公館（外交使節団）を挙げる。

## アジア
- アラブ首長国連邦
  - 在アラブ首長国連邦大使館 (アブダビ)
- イエメン
  - 在イエメン大使館 (サナア)
- イラン
  - 在イラン大使館 (テヘラン)
- カタール
  - 在カタール大使館 (ドーハ)
- クウェート
  - 在クウェート大使館 (クウェート)
- サウジアラビア
  - 在サウジアラビア大使館 (リヤド)
- シリア
  - 在シリア大使館 (ダマスカス)
- 中国
  - 在中華人民共和国大使館 (北京)
- トルコ
  - 在トルコ大使館 (アンカラ)
- 日本
  - 在日本大使館 (東京)

## ヨーロッパ
- イタリア
  - 在イタリア大使館 (ローマ)
- スペイン
  - 在スペイン大使館 (マドリード)
- ドイツ
  - 在ドイツ大使館 (ベルリン)
- フランス
  - 在フランス大使館 (パリ)
- ベルギー
  - 在ベルギー大使館 (ブリュッセル)
- ロシア
  - 在ロシア大使館 (モスクワ)

## 北米
- アメリカ合衆国
  - 在アメリカ合衆国大使館 (ワシントンD.C.)

## 南米
- ブラジル
  - 在ブラジル大使館 (ブラジリア)

## アフリカ
- アルジェリア
  - 在アルジェリア大使館 (アルジェ)
- エジプト
  - 在エジプト大使館 (カイロ)
- エチオピア
  - 在エチオピア大使館 (アディスアベバ)
- コートジボワール
  - 在コートジボワール大使館 (アビジャン)
- セネガル
  - 在セネガル大使館 (ダカール)
- チュニジア
  - 在チュニジア大使館 (チュニス)
- マリ
  - 在マリ大使館 (バマコ)
- 南アフリカ共和国
  - 在南アフリカ共和国大使館 (プレトリア)
- リビア
  - 在リビア大使館 (トリポリ)
- モロッコ
  - 在モロッコ大使館 (ラバト)

## 国際機関代表部
- 国際連合代表部 (ジュネーヴ、ニューヨーク)
- 国際連合教育科学文化機関代表部 (パリ)
- 欧州連合代表部 (ブリュッセル)
- アラブ連盟代表部 (カイロ)